# La Porte étroite
Pour les autres significations, voir Porte étroite et Parabole de la porte étroite.
La Porte étroite est une œuvre d'André Gide, publiée en 1909 et considérée par lui non comme un roman, mais comme un récit et un pendant à L'Immoraliste. La Porte étroite est narré par un des principaux protagonistes, Jérôme, « flasque caractère […] impliquant la flasque prose », qui se défend d’ailleurs, dans l’incipit, de faire de la littérature : « D'autres en auraient pu faire un livre ; mais l'histoire que je raconte ici, j'ai mis toute ma force à la vivre et ma vertu s'y est usée. J'écrirai donc très simplement mes souvenirs, et s’ils sont en lambeaux par endroits, je n’aurai recours à aucune invention pour les rapiécer ou les joindre ; l’effort que j’apporterais à leur apprêt gênerait le dernier plaisir que j’espère trouver à les dire. » 
Gide introduit la voix de l’autre personnage principal, Alissa, par le biais de lettres et surtout d’un journal intime, pièce essentielle de l’œuvre, qui commande et justifie, aux yeux de l’auteur, l’écriture de tout ce qui précède. Car si Jérôme est le narrateur, c’est autour d’Alissa que gravite le récit. Il s’agit là d’une étude de cas et c’est afin de ne pas perturber le développement de son personnage que Gide a volontairement affadi l’autre figure du récit : « […] sans un tel héros la tragédie n'eût pas été possible, ou du moins serait-il intervenu, lui, dans l'évolution du caractère de la femme – évolution que je voulais très pure ».

## Résumé
« Sans doute je ne comprenais que bien imparfaitement la cause de la détresse d’Alissa, mais je sentais intensément que cette détresse était beaucoup trop forte pour cette petite âme palpitante, pour ce frêle corps tout secoué de sanglots. »
La relation de Jérôme et Alissa s’épanouit dans une ferveur religieuse partagée, approfondie par des lectures communes. Année après année, Jérôme s’efforce avec Alissa et pour elle à la vertu la plus absolue et n’a d’autre souhait que de l’épouser : « Je ferais fi du ciel si je ne devais pas t’y retrouver. » Cependant, Alissa découvre que sa sœur Juliette aime, elle aussi, Jérôme. Ajournant leurs fiançailles, elle tente de s’effacer au profit de sa cadette. Mais celle-ci, assurée que Jérôme n’éprouve rien pour elle, rivalise dans le sacrifice en épousant un tiers.
Suit une longue séparation. Juliette, entourée de l’affection de son mari, trouve, à défaut du bonheur rêvé, un apaisement. Jérôme et Alissa peuvent à nouveau laisser cours à leur amour. La correspondance qu’ils échangent drape leur sentiment d’une telle pureté qu’ils redoutent la confrontation avec la réalité. Si leurs premières retrouvailles sont médiocres, les suivantes sont meilleures. Cependant, Alissa rejette encore une fois toute possibilité de bonheur matériel et terrestre : 
« – Que peut préférer l’âme au bonheur ? m’écriai-je impétueusement. Elle murmura : « – La sainteté… »
Afin de détourner d’elle son cousin – pour le laisser plus libre d’aller vers Dieu – elle entreprend de s’enlaidir et d’affadir son esprit. Jérôme dérouté ne reconnaît plus celle qu’il aimait. Ils se séparent. Trois ans plus tard, une nouvelle entrevue entre un Jérôme déçu et une Alissa douloureusement amaigrie précède de peu la mort de la jeune femme. Son journal intime, placé avant l’épilogue, révèle une peur du bonheur trop vite atteint, la crainte de tout désir ou incarnation de l’amour, son obstination à se considérer comme un obstacle entre Jérôme et la sainteté, son goût immodéré pour le sacrifice, son dialogue conflictuel avec Dieu, ses doutes et sa douleur.

## Autour de l'œuvre
La Porte étroite est en 1909 le premier grand succès littéraire de Gide. Si la critique avait déjà apprécié certaines de ses précédentes œuvres, celle-ci lui permet de dépasser largement le cénacle des gens de lettres (et de ne plus publier à perte). Sans faire fi des louanges, Gide doit pourtant constater qu’une bonne partie d’entre elles reposent sur un malentendu. Alors que le livre est conçu comme un pendant à l'Immoraliste, comme l’autre versant d’un même excès, la critique, qui avait jadis assimilé l'auteur à Michel, l’assimile désormais à Alissa et le croit revenu dans le giron de la vertu. Francis Jammes, qui, comme Claudel, avait vainement tenté de convertir Gide au catholicisme quelques années plus tôt, dresse d’Alissa un portrait dithyrambique. D’autres voient dans ce « raffinement de vertu » « une coupable aberration » et reprochent à Gide un livre « morbide et malsain ».
Si les avis divergent, nul ne semble percevoir la distance qui sépare Gide de son héroïne et la dimension critique de cette œuvre. Il est vrai, les parallèles entre la fiction et la vie de l'auteur sont nombreux et il est tentant d’assimiler l’une à l’autre. Pourtant La Porte étroite, tout comme l'Immoraliste, n’est qu’un des possibles que Gide explore littérairement tout en cherchant, personnellement, d’autres équilibres. « […] De cette succession d'états, il fait la somme : ce serait bien mal le connaître que de s'attendre à ce qu'il en préfère aucun. Ils cohabitent tous en lui, s'y coudoient, s'y combattent, s'y fortifient », explique Henri Ghéon dans un article d’avril 1910. Il se charge de répondre à ceux qui voient dans cette œuvre un aboutissement et une amorce de conversion : « La chronologie des ouvrages ne signifie rien dans son cas. […] Si La Porte étroite est née la dernière, à la plus belle époque, c'est pur hasard, et non parce qu'elle traduit une attitude morale nouvelle. » Et enfin, il rappelle cet élément essentiel : « On trouve à l'origine de La Porte étroite, si étonnant que cela paraisse, une intention de satire : la satire du sacrifice de soi. Pourtant quel don de sincérité, d'affirmation y résonne. Le romancier a été conquis par son héroïne, il a épousé sa folie. » 

On rapproche aussi ce récit du Lys dans la vallée de Balzac, dont le personnage d'Henriette se consume d'amour et préfère mourir pour atteindre le paradis plutôt que de se damner en partageant le bonheur "terrestre" avec Félix.
La Porte étroite n’est donc qu’une pièce du puzzle constitué par l’œuvre d’André Gide et on ne peut véritablement la comprendre qu’en tenant compte de sa place dans l’ensemble, en particulier dans sa relation "étroite" avec l'Immoraliste.
En 1939, une édition illustrée par Étienne Cournault est publiée à la demande d'Albert Mermoud, directeur de la Guilde du Livre à Lausanne.

### Les familles
Il y a un nombre important de familles et les relations croisées interpersonnelles et intrafamiliales sont nombreuses. 
Jérôme est le personnage principal, le narrateur principal du roman.
- Son père (Palissier est peut-être son patronyme) est décédé alors qu'il avait douze ans.
- Sa mère est la sœur de Félicie Plantier et du père Bucolin.
- Miss Flora Ashburton, institutrice de la mère et de ses enfants, puis sa compagne, puis son amie.

Famille Bucolin
- Le père, qui a été employé dans une banque à l'étranger durant trois années,
- Lucile, mère, créole de la Martinique.
- Alissa l'aînée, a deux ans de plus que Jérôme,
- Juliette a un an de moins,
- Robert, le plus jeune de tous.

Famille Vautier
- Le père est pasteur,
- La mère, morte en couches de son quatrième enfant Abel, qui a deux ans de plus que Jérôme.
- Ils ont recueilli ensemble Lucile, orpheline, âgée de seize ans, alors qu'ils avaient déjà deux enfants en bas âge. Lucile qui épousera le père Bucolin.

Teissières
- Edouard Teissières a épousé Juliette, qui a accepté ce mariage de raison. Ils ont eu cinq enfants.